# Pecka
Pecka är en köping i Tjeckien.   Den ligger i distriktet Okres Jičín och regionen Hradec Králové, i den centrala delen av landet, 90 km nordost om huvudstaden Prag. Pecka ligger 419 meter över havet och antalet invånare är 1 254.
Terrängen runt Pecka är platt åt nordväst, men åt sydost är den kuperad. Runt Pecka är det ganska glesbefolkat, med 32 invånare per kvadratkilometer. Närmaste större samhälle är Nová Paka, 6,8 km väster om Pecka. Omgivningarna runt Pecka är en mosaik av jordbruksmark och naturlig växtlighet.